# Sơn Hà, Quan Sơn
Sơn Hà là một xã thuộc huyện Quan Sơn, tỉnh Thanh Hóa, Việt Nam.
Xã có diện tích 92,21 km², dân số năm 1999 là 1.532 người, mật độ dân số đạt 17 người/km².